# Exoporia
Exoporia ist ein Taxon der Schmetterlinge (Lepidoptera) innerhalb der Unterordnung Glossata. Es umfasst die beiden Überfamilien Mnesarchaeoidea und Hepialoidea. 

## Merkmale
Die sehr gut begründete Monophylie des Taxons basiert auf der einzigartigen Gestalt der weiblichen Genitalien. Die Begattungsöffnung (Ostium bursae) ist von der Legeöffnung (Oviporus) getrennt und liegt ventrad (zur Bauchseite hin) vor dieser, so wie dies auch bei den Ditrysia der Fall ist. Anders als bei diesen sind die beiden jedoch nicht miteinander verbunden. Sperma, das vom Männchen in die Bursa copulatrix eingebracht wird, muss über die Legeöffnung zur Spermatheca transportiert werden. Deswegen ist die Körperoberfläche unterhalb der Legeöffnung mit charakteristischen Furchen versehen. Auch die Männchen weisen Eigenheiten bei ihren Geschlechtsorganen auf. Ihr Phallus ist membranös und es fehlt ihm sowohl der Protractor- als auch der Retractor-Muskel. Das zehnte Segment besitzt sehr gut entwickelte supra- und subrectale Muskeln. Die maximal dreigliedrigen Maxillarpalpen sind bei allen Arten klein und von der umgebenden Beschuppung verdeckt. Die Flügelschuppen haben bei vielen Arten starke sekundäre Rillen. Der Hinterleib besitzt mit fünf oder sechs Stück sehr viele Ganglien. Autapomorphien, die sich parallel auch bei den Lophocoronoidea entwickelt haben, sind Kondylen dorsal am Kopf an den Basen der Fühler, die teilweise sehr stark ausgebildet sind und die deutlich postapikal gelegene Flügelader Rs4.
Charakteristisch ist auch die Struktur der Eischalen und die Embryogenese. Die Eier verfärben sich nach der Ablage schnell schwarz. Die epicraniale Einbuchtung am Kopf der Raupen ist ungewöhnlich klein. Die Raupen weisen vermutlich eine Reihe von Autapomorphieen in ihrer Behaarung auf.
Bei Weibchen der Wurzelbohrer (Hepalidae) und der Mnesarchaeidae wurde nachgewiesen, dass sie Pheromone über die Hinterflügel abgeben. Näheres dazu ist jedoch bislang noch nicht erforscht.

## Systematik
- Überfamilie Mnesarchaeoidea
  - Familie Mnesarchaeidae (12 Arten)
- Überfamilie Hepialoidea
  - Familie Palaeosetidae (8 Arten)
  - Familie Prototheoridae (9 Arten)
  - Familie Neotheoridae (eine Art)
  - Familie Anomosetidae (eine Art)
  - Familie Wurzelbohrer (Hepialidae) (über 500 Arten)

## Belege